# Magelang
Magelang är en stad på centrala Java i Indonesien. Den ligger i provinsen Jawa Tengah och har cirka 120 000 invånare.

## Administrativ indelning
Staden är indelad i tre underdistrikt (kecamatan):
- Magelang Selatan
- Magelang Tengah
- Magelang Utara